# Grendel (manga)
Grendel: Un conte d'un món sense dracs (グレンデル, Gurenderu) és un manga japonès creat per Mako Oikawa, inspirat en el poema anònim Beowulf. Va ser serialitzat a la revista Comic Zenon del 24 d'octubre del 2015 al 25 de maig del 2017. El manga està complet i consta de 3 volums.

## Argument
La Camèlia, una cavalleressa condemnada a mort per alta traïció, rep una oferta per part del seu rei: haurà de fer de guardaespatlles d'una cria de drac, una espècie que es creia extingida. Si té èxit, rebrà l'indult, però si fracassa, serà executada. El cos de la Camèlia, però, guarda un misteriós secret...
Aquí comença el viatge èpic d'una peculiar criminal ploramiques i del petit drac que l'acompanya.

## Publicació
El 27 de setembre de 2022, Kaji Manga va anunciar que publicaria el manga en català per al Saló del Manga del mateix any.
| Volum | Data de publicació    | ISBN                   |
| --- | --------------------- | ---------------------- |
| 01 | 7 de desembre de 2022 | ISBN 978-84-19477-06-4 |
| 02 | 16 de febrer de 2023  | ISBN 978-84-19477-07-1 |
| Amb la seva sang de drac desbocada, en Grendel ha dut la destrucció a tot allò que l’envoltava, però ell no en conserva cap record. Ara, un misteriós mag se l’endú a un món soterrani, on hi coneixerà un altre drac d’edat molt avançada...                                          |                       |                        |
| 03 | 30 de març de 2023    | ISBN 978-84-19477-08-8 |
| Després d’haver tastat la sang de drac, la Camèlia pateix una profunda transformació que fa que els seus ulls ja no puguin vessar cap més llàgrima. Què és el que va donar-li i què és el que li va prendre el seu do? Arriba el colpidor volum final d’aquest fosc relat de fantasia! |                       |                        |